# Roxburgh (Écosse)
Roxburgh est une ancienne ville d'Écosse, située dans une presqu'île que forment la Tweed et le Teviot, à 5 km de Kelso, et ne compte plus que 70 habitants.
Elle fut jadis puissante, elle constituait un burgh d'importance équivalente à Édimbourg, Stirling, ou Berwick-upon-Tweed, et fut même la résidence de plusieurs rois d'Écosse. Un château à l'histoire mouvementée se trouvait à proximité de la ville : le château de Roxburgh.
Elle fut détruite en 1550 par suite d'un traité avec l'Angleterre et l'Écosse et ne présente plus que des ruines, qui sont la propriété du duc de Roxburghe.
Elle était capitale de l'ancien comté de Roxburgh (Roxburghshire), mais fut supplantée par Jedburgh. Elle donne aussi son nom à la région de lieutenance Roxburgh, Ettrick and Lauderdale.

## Source
- Marie-Nicolas Bouillet  et Alexis Chassang (dir.), « Roxburgh (Écosse) » dans Dictionnaire universel d’histoire et de géographie, 1878 (lire sur Wikisource)